# Moli Yeski Yusef
Moli Yeski Yusef (geb. ca. 1965) ist ein ehemaliger tschadischer Mittelstrecken- und Langstreckenläufer. Er nahm an den Olympischen Spielen 1988 in Seoul und den 1992 in Barcelona teil.

## Leben
Yusef wurde im ländlichen Umfeld im Tschad geboren. Sein Geburtsjahr wird auf etwa 1965 geschätzt, sein Alter wurde jedoch als „unbestimmt“ beschrieben, und aufgrund unzureichender Aufzeichnungen konnte man sein Alter im Jahr 1996 nur auf etwa 30 Jahre schätzen. Nachdem er in der Saison 1989 als Läufer für das Coffeyville Community College in Kansas angetreten war, kam Yusef 1993 zum ersten Mal nach Albuquerque, New Mexico, um dort mit dem örtlichen Trainer Mike Mittelstaedt ein Höhentraining zu absolvieren. Yusuf hoffte auf ein Sportstipendium und versuchte, die örtlichen Trainer mit den von ihm behaupteten Zeiten aus der Vergangenheit zu überzeugen, darunter eine 5-km-Zeit von 13:27 min bei einer Junioren-Crosslaufmeisterschaft in Algerien in den 1980er Jahren.
Mittelstaedt beendete schließlich sein Training mit Yusef aufgrund schlechter Leistungen. Yusef begann 1995 am Navajo Community College zu laufen, doch auch der dortige Leichtathletiktrainer meinte, dass Yusefs angebliche Laufqualifikationen nicht mit seiner Leistung übereinstimmten. Yusef behauptete, dass die Diskrepanz lediglich auf die Anpassung an die große Höhe und Verletzungen zurückzuführen sei. Yusef sagte über seine Erfolge: „Ich bin der beste Läufer meines Landes... Ich halte sieben nationale Rekorde. Ich bin bei drei Olympischen Spielen und vier Panafrikanischen Spielen mitgelaufen... Ich möchte einfach, dass die Leute mich respektieren“ („I am the best runner in my country... I hold seven national records. I have run in three Olympic Games and four Pan-African Games... I just want people to respect me.“)
Yusuf nahm nicht an Straßenrennen teil, da er behauptete, dass harte Oberflächen seine Beine verletzten, und beteiligte sich nur an Leichtathletik- und Crosslauf. Im Jahr 1996 verbrachte er einige Zeit in Atlanta, Georgia, und versuchte vergeblich, für das Leichtathletikteam der Georgia Tech Yellow Jackets rekrutiert zu werden, bevor er nach Albuquerque zurückkehrte und dort von Mike MacEachen, dem Leichtathletiktrainer der New Mexico Lobos, trainiert wurde.
Yusuf erlebte Stereotypisierung und oft die Behauptung, er befinde sich illegal in den USA. Er wurde mit der Betrügerin Rosie Ruiz verglichen.

## Karriere
Yusef vertrat den Tschad erstmals bei den Olympischen Sommerspielen 1988, wo er im Wettbewerb über 800 m antrat. Er behauptete, die zweite Runde erreicht zu haben, doch laut offiziellen Ergebnissen schied er aus. Vier Jahre später trat er im Wettbewerb über 5000 m an, wo er ebenfalls in der Vorrunde ausschied.

## Persönliches
Yusef wollte im College Politikwissenschaft studieren, weil er „nach Afrika zurückkehren… und helfen, alle Diktatoren zu stürzen“ wollte. Sein Idol war der Goldmedaillengewinner Sebastian Coe.